# Ocean Hellman
Ocean Hellman (ur. 8 listopada 1971 w Victorii) – kanadyjska aktorka. Nominowana do nagrody Nagroda Gemini w latach 1988, 1990 i 1993. Znana w Polsce z serialu „Niebezpieczna zatoka” jako córka morskiego biologa doktora Granta Robertsa.

## Filmografia

### Filmy fabularne
- 2001: W sieci pająka jako Amy Masterson

### Seriale TV
- 1985–90: Niebezpieczna zatoka (Danger Bay) jako Nicole Roberts